# Alfenas (ort)
Alfenas är en ort i Brasilien.   Den ligger i kommunen Alfenas och delstaten Minas Gerais, i den sydöstra delen av landet, 700 km söder om huvudstaden Brasília. Alfenas ligger 887 meter över havet och antalet invånare är 71 406.
Terrängen runt Alfenas är huvudsakligen platt. Alfenas ligger uppe på en höjd. Alfenas är det största samhället i trakten. 
Omgivningarna runt Alfenas är huvudsakligen savann. Runt Alfenas är det ganska tätbefolkat, med 96 invånare per kvadratkilometer.